# 프리에그
프리에그(freeegg)는 과거에 서비스하였던 대한민국의 동영상 공유 웹사이트의 이름이자 운영주체다. 2007년 1월 중앙일보와 알티캐스트가 공동투자하여 같은 해 3월 사이트 개발을 시작해, 2008년 1월 11일 정식 서비스를 시작했다. 그러나 잦은 장애로 장기간 서버 중단을 해오다 결국 2008년 금융위기 불황을 이기지 못해 서비스 종료하였다. 경쟁사들의 서비스 종료로 잠시 트래픽이 폭주했으나, 이후 사용자에게 백업할 기회조차 주지 않았다는 것이 가장 큰 문제점으로 제기되었다.

## 특징
프리에그는 사용자가 동영상을 올릴 때 크기와 길이에 제한을 두지 않은 고화질 프리미엄 서비스였다. 또한 최대 지원 비트레이트는 초당 1.5메가비트, 해상도는 1280x960, 음질 부분은 최대 MP3 320kbps까지 지원 하고 플레이어의 화면 비율이 무조건 16:9로 맞춰져 있어 16:9 HD급 고화질 동영상을 올리는 데 적당하다. (4:3 비율의 동영상도 물론 올릴 수 있다.) 당시 유튜브보다 훨씬 좋은 해상도와 음질을 제공했다.

## 이력
프리에그는 알티캐스트 디자인팀에 재직 중이던 한 직원의 아이디어에서 출발했다.
중앙일보와 알티캐스트의 공동출자로 설립된 JV는 실장(아이디어 제안자)과 메인 기획자를 제외한 대표이사를 포함한 전원이 헤드헌터를 통해 영입되었으나 유대감이 결여된 조직구조와 일부 직원의 반목 등으로 사업추진에 많은 어려움이 있었다.
당시 프리에그는 홍대 스튜디오를 개설하고 풀 HD 영상 업로드 서비스를 메인으로 다수의 UCC 인플루언서를 흡수해 플랫폼의 입지를 강화하려고 노력하였으며, 이 과정에서 유튜브와의 협업미팅이 성사되었다.
그러나, 사업을 주도적으로 이끌었던 실장은 협업미팅 전날 자택에서 투신하였으며 이후 프리에그는 사업 정상화에 실패하였다.

## 같이 보기
- 비메오 (vimeo)
- 엠엔캐스트